# Друзила (сестра на Калигула)
Вижте пояснителната страница за други личности с името Друзила.
Юлия Друзила е дъщеря на Германик и Агрипина Стара. Тя има 2 сестри (Юлия Ливила и Агрипина Младша) и петима братя (Тиберий и Гай Юлий, които умират млади, Нерон Цезар, Друз Цезар и Калигула). Последният от братята ѝ става третият римски император, управлявал в периода 28 март, 37 – 24 януари, 41.
През 33 г. се омъжва за Луций Касий Лонгин, но след 4 години бракът е разтрогнат. По това време има слухове, че Калигула има кръвосмесителна връзка с три от сестрите си  и може би той нарежда на двойката да се разведе.
Скоро след това Юлия се омъжва повторно за Марк Емилий Лепид. По-късни историци твърдят, че той е един от любовниците на Калигула.
След смъртта ѝ, Калигула я кремира, а Сената ѝ дава титлата Diva Drusilla. Калигула нарича и единствената си дъщеря Юлия Друзила от неговата последна четвърта жена Милония Цезония
на нейно име.